# Stomachetosella magniporata
Stomachetosella magniporata är en mossdjursart som först beskrevs av Nordgaard 1906.  Stomachetosella magniporata ingår i släktet Stomachetosella och familjen Stomachetosellidae. Inga underarter finns listade i Catalogue of Life.